# Palánk (Szerbia)
Palánk (szerbül Банатска Паланка / Banatska Palanka, németül Palank) falu Szerbiában, a Vajdaságban, a Dél-bánsági körzetben. Közigazgatásilag Fehértemplomhoz tartozik. Ma 837, túlnyomóan szerb lakosa van, a magyarok száma 4.

## Fekvése
Fehértemplomtól 10 km-re délnyugatra, a Duna bal partján fekszik.

## Története
Itt állott a középkorban Haram vára (Harámvár). 1129-ben itt várta be II. István a bizánci sereget. 1161-ben Mánuel bizánci császár foglalta el. 1481 novemberében itt ütközött meg Kinizsi Pál a törökkel, itt esett el Thököly Miklós. 1691-ben már Fehér-Palánkának hívták, itt halt meg török fogságban Doria ezredes, akit rokonai nem váltottak ki pénzzel. 1692-ben itt találkozott a szabadon bocsátott Zrínyi Ilona férjével, Thököly Imrével. A várnak ma csak romjai láthatók. 1848-ban a szerbek szörnyű vérengzést végeztek a városban. A mai települést 1894-ben egyesítették Ópalánka és Újpalánka falvakból.
1910-ben 1367 lakosából 8 fő magyar, 8 fő német, 5 fő román, 1311 fő szerb, 9 fő egyéb anyanyelvűnek vallotta magát. Vallási tekintetben 14 fő római katolikus, 3 fő református, 1324 fő görög keleti ortodox vallású volt. A lakosok közül 563 fő tudott írni és olvasni, 36 fő tudott magyarul.
A trianoni békeszerződésig Temes vármegye Fehértemplomi járásához tartozott.
A falu ma is két településből áll Temespalánka (Banatska Palanka) és Palánk (Stara Palanka). Temespalánka jóval nagyobb, a görögkeleti szerb templom is ott található, míg Palánk onnan 2 km-re délre a Karas, Néra és Duna folyók összefolyásánál fekszik.

## Népesség

### Demográfiai változások
| 1948 | 1953 | 1961 | 1971 | 1981 | 1991 | 2002 | 2011 |
| ---- | ---- | ---- | ---- | ---- | ---- | ---- | ---- |
| 1323 | 1334 | 1245 | 1166 | 1095 | 974  | 837  | 682  |

## Nevezetességek

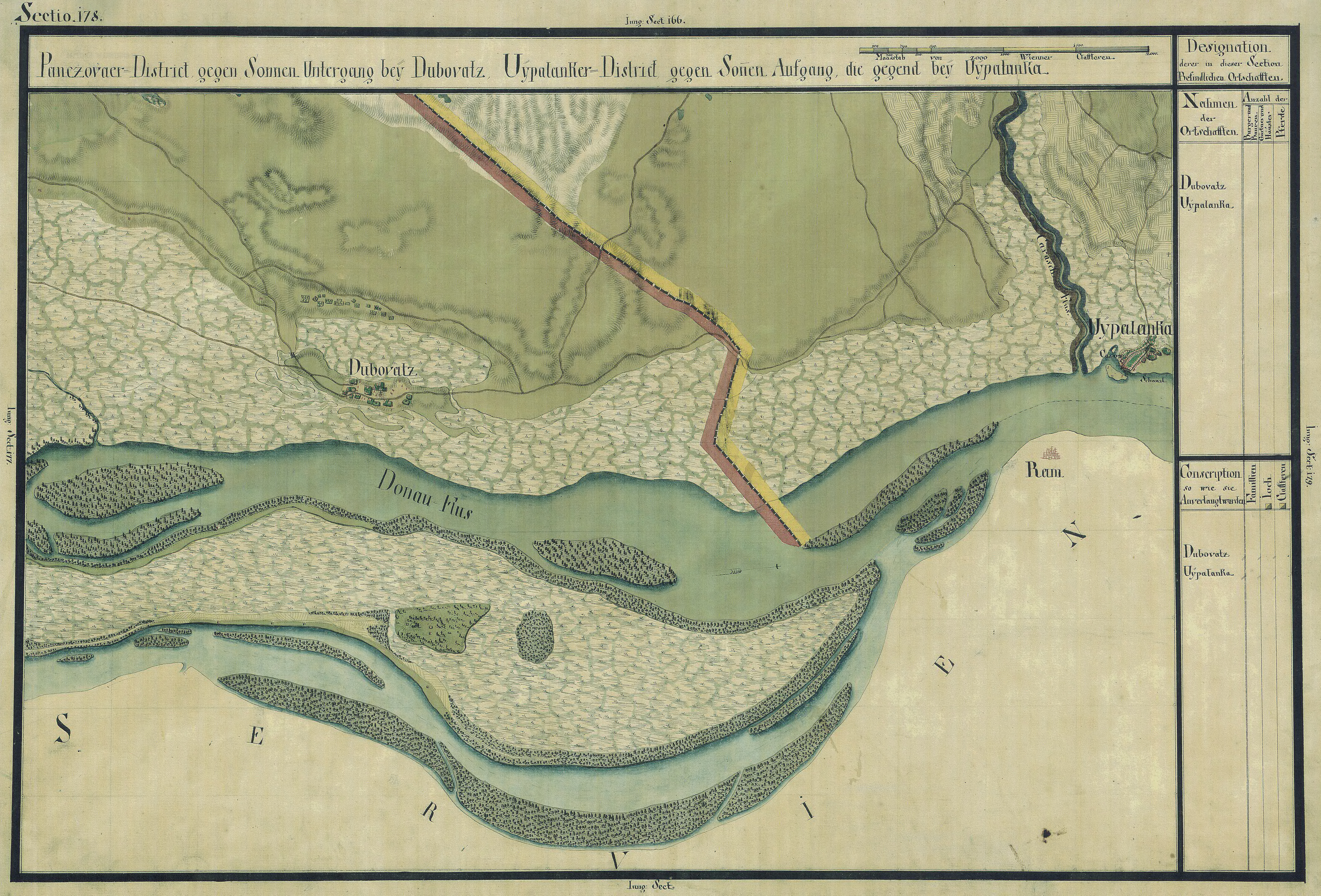
Palánk egy régi katonai térképen

- Görögkeleti temploma - 1820-ban épült